# Weselie
Weselie (bułg. Веселие) – wieś w Bułgarii, w obwodzie Burgas, w gminie Primorsko. W 2023 roku liczyła 725 mieszkańców.